# Orthopedagogisch dagcentrum
Een orthopedagogisch dagcentrum biedt hulp en zorg aan kinderen tot 18 jaar die een lichte verstandelijke beperking hebben of lichte tot ernstige problemen in hun ontwikkeling en gedrag. Voorbeelden daarvan zijn autismespectrum stoornissen, ADHD, epilepsie en eetproblematiek.
Er is gespecialiseerde hulp gericht op een verstandelijke en sociaal-emotionele ontwikkeling van het kind, het kind in het gezin en het kind in de samenleving.